# Maladera excisiceps
Maladera excisiceps är en skalbaggsart som beskrevs av Edmund Reitter 1896. Maladera excisiceps ingår i släktet Maladera och familjen Melolonthidae. Inga underarter finns listade i Catalogue of Life.